# Dal Station
Dal Station (Dal stasjon) er en jernbanestation på Hovedbanen, der ligger i Eidsvoll kommune i Norge. Stationen ligger 152,4 meter over havet, 57,2 km fra Oslo S. Den består af nogle få spor, to perroner og en stationsbygning samt pakhus i træ. Desuden er der en busterminal og parkeringsplads.
Stationen åbnede 1. september 1854 som en del af Hovedbanen, Norges første jernbane der gik mellem Oslo og Eidsvoll. Oprindeligt hed den Dahl, men den skiftede navn til Dal i oktober 1893. Den blev fjernstyret 7. februar 1965 og gjort ubemandet 2. juni 1991. Efter åbningen af Gardermobanen i 1998/1999 blev det meste af trafikken ført udenom Dal, der blev reduceret til at være endestation for lokaltog fra Drammen via Oslo S. Banen videre fra Dal til Eidsvoll benyttes nu normalt kun af godstog. Stationen blev moderniseret i 2011.
Stationsbygningen blev opført til åbningen i 1854 efter tegninger af Heinrich Ernst Schirmer og Wilhelm von Hanno. Pakhuset ved siden af er fredet.